# Jonathan Richman
Jonathan Richman (født 16. maj 1951) er en amerikansk musiker og kendt som en af forløberne for punk-bevægelsen i USA samt senere for indie-genren.
Richman startede et garagerock-band i Boston med navnet The Modern Lovers, hvori blandt andet også den senere Talking Heads keyboardspiller Jerry Harrison og den senere The Cars trommeslager David Robinson indgik. Gruppen indspillede i 1972 en samling sange, der blev udgivet på et album i 1976 med titlen Modern Lovers. Denne musik har træk, der få år senere blev alment anvendte i punkgenren.
Gruppen blev imidlertid opløst kort efter indspilningerne, og siden har Richman i princippet arbejdet alene, selv om han lavede flere plader op gennem 1970'erne under navnet "Jonathan Richman and The Modern Lovers". Besætningerne på disse plader var imidlertid forskellige fra gang til gang, og de fungerede nærmest som Richmans backinggrupper. Karakteristisk for disse tidlige års albums er simple og korte sange med næsten naivistiske tekster, instrumenteringer og melodier. 
I de senere år har han bevæget sig inden for mange musikalske genrer, blandt andet country.

## Diskografi
Her følger et udvalg af Jonathan Richmans plader:

### The Modern Lovers
- The Modern Lovers (1976)
- Rock'n'Roll With The Modern Lovers (1977)
- The Original Modern Lovers (1981)

### Jonathan Richman and The Modern Lovers
- Jonathan Richman & The Modern Lovers (1977)
- Jonathan Sings! (1983)
- Rockin' And Romance (1985)

### Jonathan Richman
- Jonathan Goes Country (1989)
- You Must Ask The Heart (1995)
- Not So Much To Be Loved As To Love (2004)